# Vince McMahon
Vincent Kennedy McMahon ( /məkˈmæn/ mək MAN; Pinehurst, Carolina del Norte, 24 de agosto de 1945) es un empresario y expromotor de lucha libre profesional estadounidense. Junto a su esposa Linda, es cofundador de WWE en su era moderna, la compañía de lucha libre profesional más grande del mundo. También es dueño de Alpha Entertainment.

## Primeros años
Nació el 24 de agosto de 1945 en Pinehurst, Carolina del Norte. Vince dedicó la mayor parte de su infancia a vivir con su madre y una serie de padrastros. En una entrevista concedida a la revista Playboy, Vince habló sobre los años de abuso que sufrieron su madre y él a manos de uno de sus padrastros, Leo Lupton. En dicha entrevista declaró: «Fue muy desafortunado que muriese antes de que yo pudiera matarlo»; «habría sido muy divertido», agregó. Su padre, Vincent J. McMahon, era promotor de Capitol Wrestling Corp., pero abandonó a su familia cuando Vince era todavía un bebe. Vince no conoció a su padre biológico hasta los doce años. Tuvo un hermano mayor llamado Roderick McMahon jr.

## Carrera

### 1971-1979

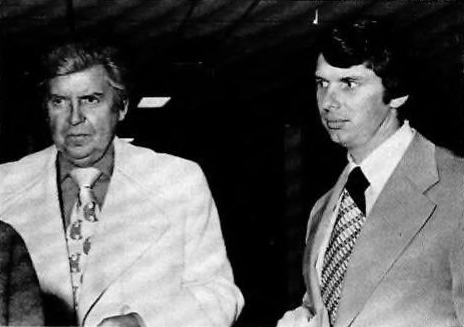
Vince fotografiado junto a su padre Vincent J. McMahon (izquierda), en la década de los setenta. La fotografía fue tomada por Paul Heyman.

A comienzos de su carrera en la WWF, Vince era el anunciador de luchadores en el ring y luego más tarde, remplazó en 1971 a Ray Morgan y se convirtió en comentarista; un papel que mantuvo hasta noviembre de 1979.
A lo largo de los años 1970, McMahon se convirtió en una fuerza prominente en la compañía de su padre e insistió en renombrar la compañía de World Wide Wrestling Federation (WWWF) a World Wrestling Federation (WWF). El joven McMahon también tuvo que ver en el famoso combate entre Muhammad Ali vs. Antonio Inoki en 1976, año en que su hija Stephanie McMahon nació.

### 1979-1998
En 1979, la WWWF se convirtió en la WWF, y Vince compró el Cape Cod Coliseum, donde se presentaban juegos de Hockey sobre hielo y Lucha libre profesional. En 1980, incorporó a Titán Sports, Inc., que compraría a Capitol Wrestling Corporation de su padre en 1982.
En contra de los deseos expresados por su padre, McMahon comenzó un proceso de expansión nacional que cambiaría fundamentalmente el negocio. En 1983, Vince ya contaba con control y propiedad completa sobre la WWF y su futura dirección, comprando todo lo referente a los antiguos socios de su padre, incluyendo a Gorilla Monsoon. Como parte del trato, Vince prometió a Monsoon empleo de por vida, y así fue como Monsoon permaneció afiliado con la WWF hasta el día de su muerte.
El padre de Vince murió en 1984, dejándole a su hijo la responsabilidad de su legado de Lucha libre profesional. Lo primero que hizo como completo dueño de la WWF fue el separarse de la National Wrestling Alliance, ya que su visión de una nueva promoción de lucha libre nacional era incompatible con la vieja filosofía de las promociones.
Después de Rocky III, Hulk Hogan comenzó a expandir su popularidad y regresó a la completamente nueva WWF de Vince McMahon. Hogan ganó el Campeonato de la WWF el 23 de enero de 1984 (solo semanas después de su regreso) y McMahon ayudó a Hogan a ingeniar su inmersión como la más grande estrella en los medios de entretenimiento, en donde Hogan se mostraba como el típico buen chico americano. McMahon no paró ahí, al contrario, empezó a invitar estrellas de pop y rock como Alice Cooper y Cyndi Lauper a participar en las tramas e historias de la WWF en lo que se convertiría en la llamada "Rock n' Wrestling Connection" (Conexión de Rock y Lucha). La popularidad de la WWF incrementó exponencialmente cuando MTV frecuentemente mostraba Lucha libre en su programación para mostrar las apariciones de las estrellas de música y otras celebridades en el mundo de la Lucha libre. McMahon llamó a la incorporación de Lucha libre profesional como un Deporte de Entretenimiento. Así como Hulk Hogan (El luchador) y McMahon (El promotor), los dos trabajaron juntos para llevar el negocio de la Lucha libre profesional a lugares que nadie nunca hubiera considerado posibles.

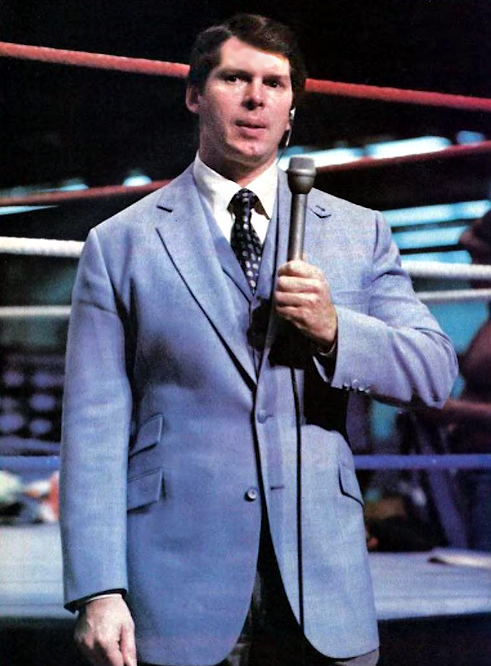
McMahon como comentarista, c. 1986.

Alrededor de ese mismo tiempo, McMahon "admitió" públicamente el secreto detrás de la veracidad de la Lucha Libre profesional: el cual consiste en que los combates están predeterminados, que los movimientos son planeados y ensayados, y que los luchadores usan personajes creados como lo hacen los actores de Hollywood (esto lo afirmó para librarse de pagar el impuesto que tienen que pagar los deportes de contacto en USA). Esto rompió con el viejo taboo de la lucha libre y produjo mucha ira en contra de McMahon por parte de los antiguos fanáticos, luchadores y promotores, quienes ya le guardaban un rencor por su invasión a territorios que la NWA poseía.
Además, el campeón de la NWA de esos tiempos, Harley Race, fue muy claro expresando verbalmente su frustración en contra de McMahon y la WWF; cuando se supone que promocionaba un show en su ciudad natal Kansas City trato de quemar un ring de la WWF. De manera sorpresiva, Race ingresó a la WWF justo dos años después y se convirtió en "King" Harley Race.
La culminación de la Rock 'n' Wrestling Connection fue el primer evento de WrestleMania en el Madison Square Garden en la Ciudad de Nueva York. McMahon promocionó el evento alrededor del país en Televisión abierta (La tecnología de pago por visión aún no se había creado), ofreciendo todo los recursos de su compañía en lo que sería mundialmente reconocido en el negocio como un gran éxito. WrestleMania se convirtió en un evento anual, llevándose a cabo cada marzo o abril. McMahon, para continuar con el éxito de su evento, lanzó otra serie de eventos anuales incluyendo Survivor Series, que se llevaba a cabo cada día de acción de gracias, el evento de verano SummerSlam y el Royal Rumble en 1988.

### 1998-2006
Tras la Traición de Montreal, McMahon comenzó un feudo contra "Stone Cold" Steve Austin (ganador del Royal Rumble de 1998), ya que pensaba que si Austin ganaba el título de la WWF lo consideraría como un hecho que haría peligrar sus negocios, hecho que quedó comprobado cuando Austin atacó a Mr. McMahon en RAW pocos días antes de Wrestlemania XIV, donde Austin acabaría ganando el campeonato, arrebatándoselo a Shawn Michaels. Esto marcó el inicio de la "Attitude Era".
McMahon, en su empeño por despojarle del título de la WWF a Austin, le colocó en medio de feudos difíciles, de los cuales, "Stone Cold" salía casi siempre airoso hasta el PPV Breakdown. A principios de octubre, fue atacado y lesionado por Austin en el hospital en directo en RAW. Los problemas aumentarían con la llegada de Degeneration X (DX), que se encargaba de montar barullo en la WWF para disgusto de Mr. McMahon.
En la Royal Rumble de 1999, después de un largo duelo con Austin de casi una hora, McMahon se impuso por sorpresa, pero no quiso optar a su oportunidad titular en Wrestlemania XV, donde Austin ganaría el campeonato de la WWF otra vez frente a The Rock, el protegido de McMahon durante el feudo. En ese mismo año, en un programa de Smackdown, McMahon se convertiría en campeón de la WWF, de su propia empresa, arrebatándole el cinturón a Triple H, pero pocos días después lo dejó vacante.

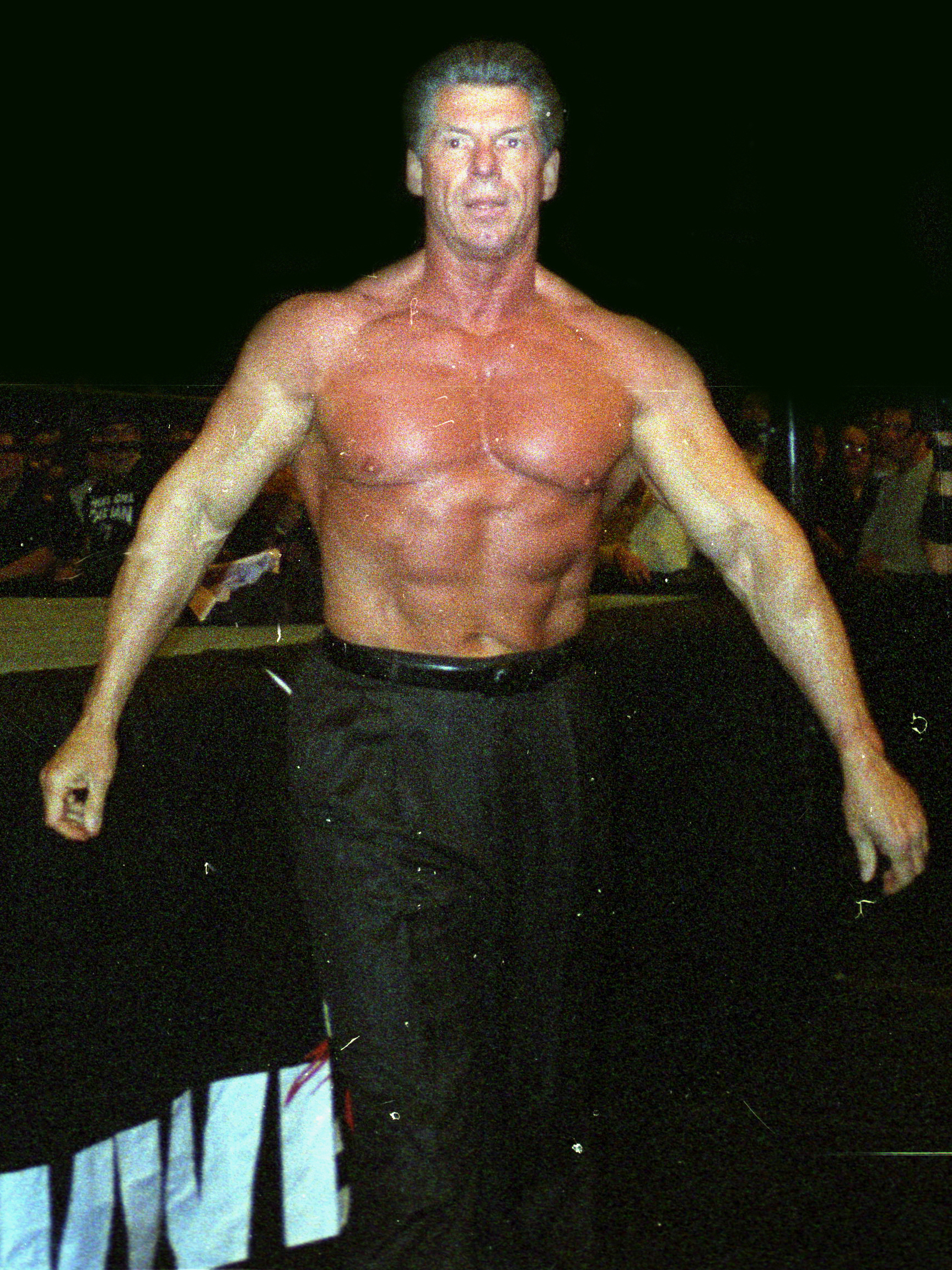
Fotografiado saliendo del ring, c. 2000.

En 2001, llegó la invasión WCW/ECW (The Alliance), donde defendería la compañía de los ataques de sus propios hijos, Shane y Stephanie. Por aquel entonces su rivalidad con Austin fue aparcada, ya que McMahon le pidió su ayuda contra The Alliance, pero fue traicionado por Austin y Kurt Angle en Invasión, sin embargo logró el control sobre la facción invasora al ganar el equipo WWF en Survivor Series. También en esos momentos formó el "Kiss My Ass Club", donde obligaba a empleados a besarle literalmente el trasero si no querían ser despedidos; manteniendo esta práctica hasta 2005. También retomó su feudo con DX.

### 2007-2008
A principios de 2007, McMahon empezó un feudo con el multimilonario Donald Trump que acabó en WrestleMania 23 en un combate llamado "La Batalla de los Billonarios" entre el campeón de la ECW Bobby Lashley (representando a Trump) y el campeón Intercontinental Umaga (con Mr. McMahon), con "Stone Cold" Steve Austin como árbitro especial; en el que el perdedor vería como su acompañante sería rapado al cero; combate que ganó Lashley, siendo por lo tanto Vince rapado al cero. Debido a este hecho, que fue humillante para Vince, comenzó otro feudo, esta vez en torno al campeonato de la ECW de Lashley. Con la ayuda de su hijo Shane y Umaga, terminó proclamándose campeón de la ECW en Backlash en un Handicap Match. Lo retuvo en Judgement Day en otro Handicap Match a pesar de perder el combate, ya que al considerar que Lashley, el cual ganó, debía cubrirle a él para ganar el título (Lashley ganó el combate cubriendo a Shane). Sin embargo, lo perdería en One Night Stand después de un Street Fight Match.
El 11 de junio de 2007, la WWE mostró al final de RAW un vídeo en el cual se mostró la limusina de Mr. McMahon explotando con McMahon dentro. A pesar de que en la WWE.com legitimara lo ocurrido, la WWE reconoció ante la CNBC que era una storyline.
La edición del 25 de junio de 2007 de RAW iba a ser un especial de tres horas dedicado a McMahon, pero dada la muerte real de Chris Benoit, el programa fue presentado por Vince McMahon, reconociendo que su muerte fue solo de su personaje como parte de una storyline y haciendo del programa de tres horas un tributo a Benoit. El 26 de junio fue reportado que Vincent quería ser un luchador cuando él fue joven pero su padre no lo dejaba (fue dicho que los promotores no aparecían en el show y deberían quedarse aparte de sus luchadores).
Esa misma noche se anunció que McMahon tenía un hijo ilegítimo, que más tarde se declaró en una edición de RAW que ese hijo era Hornswoggle. Esto llevó un confrontamiento contra el acompañante de Hornswoggle, el luchador Finlay. McMahon programó varios combates contra el pequeño Hornswoggle, poniéndolo constantemente a prueba contra luchadores como The Great Khali, que incluso McMahon programó un combate en la edición de Survivor Series (2007).

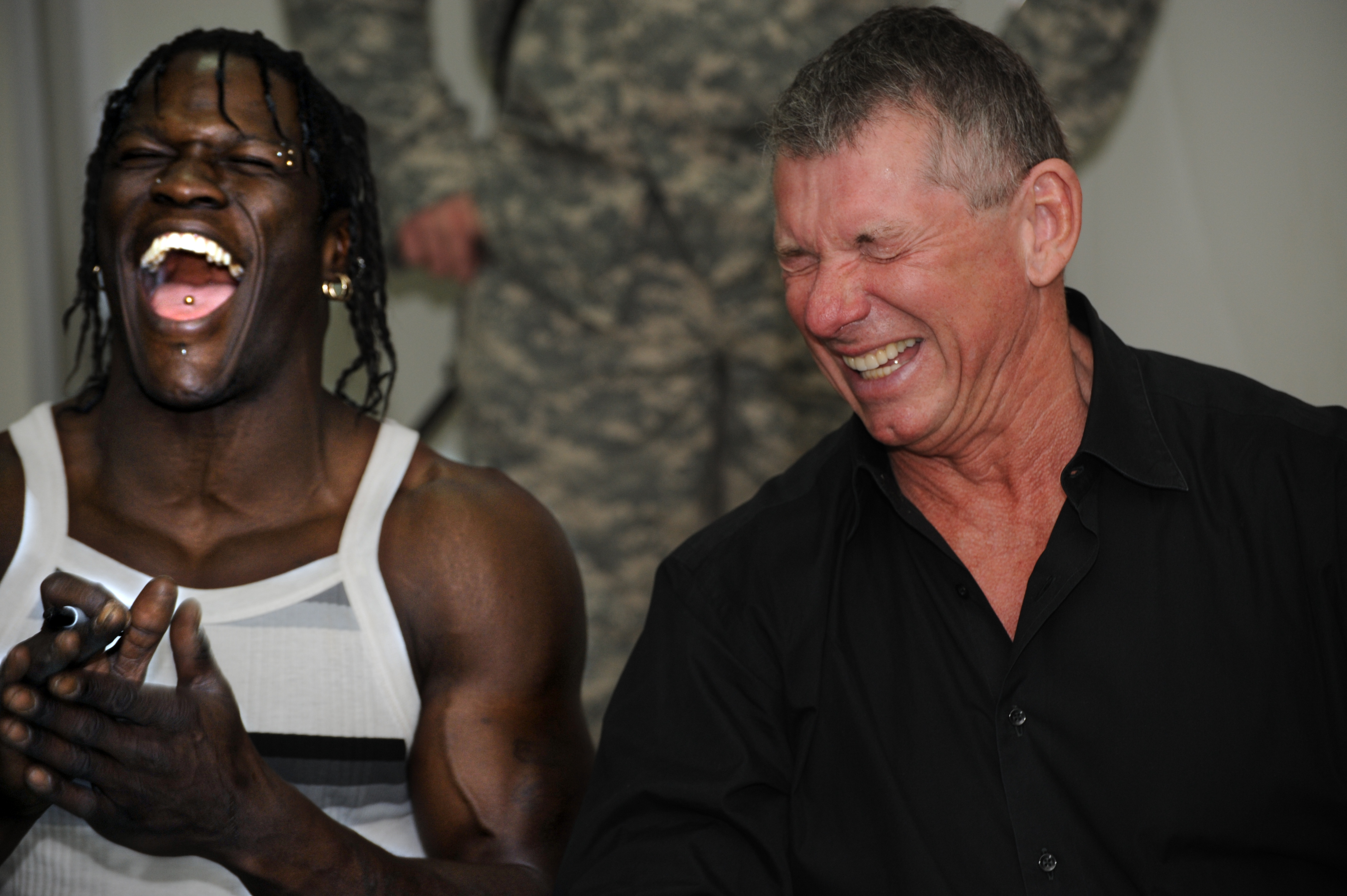
McMahon junto a R-Truth en Irak, fotografiados en 2008.

A inicios del 2008, en Royal Rumble, hizo participar a su pequeño hijo, pero una interferencia de Finlay hizo que quedara eliminado, provocando un enfado enorme en McMahon y después obligando a Hornswoggle a luchar, siendo este último atacado por JBL en una jaula de acero, y haciendo estallar de ira a Finlay.
En un episodio de Raw, en el draft se ve cómo al final del programa se cae la tarima en donde se encontraba regalando dinero, siendo rescatado después y llevado lesionado (kayfabe).

### 2009-2011
Al volver de la lesión fue atacado por Randy Orton, que le volvió a lesionar con su "Running punt kick". Regresó poco después acompañado por Shane McMahon y Triple H atacando a The Legacy. Después reveló a Randy Orton que Shane, Triple H y él mismo se enfrentarían a The Legacy en Backlash, seguido de esto, Orton lo desafió a una lucha ese mismo día en la cual fue atacado por Cody Rhodes y Ted DiBiase, interviniendo Shane McMahon y Triple H. En ese momento fue el regreso Batista, anunciando Vince que Batista sería su sustituto en Backlash.
El 15 de junio, Vince dijo que el nuevo Mánager General de RAW sería el multimillonario Donald Trump, a quien le vendió también la marca de RAW. Trump confirmó que a partir de ese momento, las siguientes semanas de RAW iban a ser shows sin comerciales y con devolución de dinero a los asistentes de los eventos, lo que hizo que McMahon comprara RAW por el doble que la había vendido (Kayfabe). El 24 de agosto de 2009 derrotó junto a D-Generation X (Triple H & Shawn Michaels) a The Legacy (Randy Orton, Cody Rhodes y Ted Dibiase). Luego al inicio del año, invitó como anunciador especial a Bret Hart, tras esto y la recordada traición de Montreal inició un feudo con él cambiando a heel, llevando a cabo una lucha en Wrestlemania 26 ante Bret Hart, donde la familia Hart fue nombrada como "lumberjarks" (leñadores) en un "Lumberjack Match" al inicio de la lucha por Vince McMahon, supuestamente ayudando a este, quienes luego ayudaron a Bret Hart a ganar la lucha.
Apareció en RAW de 21 de junio como árbitro especial de la revancha de John Cena vs Sheamus el cual entraron los "Rookies" de la primera temporada de NXT, quienes más tarde se harían llamar The Nexus. Fueron contratados por el gerente general que reemplazó a Bret Hart al cual McMahon despidió, aunque fue atacado por "The Nexus" al final de la noche. Aparentemente fue atacado de forma tan grave que le provocaron un estado de coma (kayfabe).
El lunes 1 de noviembre de 2010 reapareció en RAW, aparentemente despertó del coma y creía que todo estaba bien en la WWE, sin embargo su doctor le informaba que Undertaker ha sido enterrado vivo, que The Nexus no desapareció y que Cena no solo dejó de enfrentarse a ellos, sino que en esos momentos pertenecía a Nexus y que además Daniel Bryan permanecía como campeón de Estados Unidos. Sin embargo todo fue una pesadilla de su hija.
Hizo su regreso en Raw el 7 de febrero de 2011, anunciando que revelaría al anunciador especial de WrestleMania XXVII, siendo este The Rock. 
El 4 de julio, McMahon apareció dando explicaciones sobre las amenazas que recibió por parte de CM Punk, el cual dijo que la compañía estaría mejor si estuviera muerto. McMahon suspendió indefinidamente a Punk a razón de esto. Cuando terminó de hablar, John Cena le dijo que si no restituía su lucha con Punk en el evento Money in the Bank se iría de la empresa. McMahon aceptó la petición de Cena, pero le puso una condición de que si perdía, sería despedido. El 17 de julio en Money in the Bank CM Punk ganó el Campeonato de la WWE dejando a la WWE sin su máximo campeonato, por consecuencia Cena sería despedido (kayfabe). Cuando terminó la pelea, McMahon llamó a Alberto del Río (ganador del "Money in the Bank" de RAW) para que canjeara su contrato en ese momento, tratando de que el título no se lo llevara Punk. Sin embargo Punk salió corriendo por el público. Al día siguiente en RAW decidió hacer un torneo para decidir el siguiente campeón de la WWE. Cuando llegó el momento de despedir a Cena, Triple H interrumpió a McMahon, revelando que había sido (Kayfabe) relevado de su cargo por decisión unánime de los directivos de la compañía siendo el propio Triple H el encargado de la compañía y dejando en continuidad la presencia de Cena en la WWE. Luego de no aparecer en televisión, regresó anunciando que Triple H ya no estaría a cargo de Raw, sino que sería John Laurinaitis.

### 2012
Vince hizo su regreso en la edición del 12 de junio de Raw para evaluar el desempeño de John Laurinaitis, al finalizar el capítulo fue noqueado por Big Show al intentar separarlo de John Cena. Tras esto, decretó que si John Cena vencía a Show, Laurinatis sería despedido, cambiando a face. En el evento No Way Out Cena venció al Big Show y McMahon despidió a Laurinatis(Kayfabe). En el RAW 1000th Episode durante la boda de Daniel Bryan y AJ interrumpió diciendo que la nueva gerente general de RAW sería AJ. También apareció en el SmackDown del 3 de agosto (emitido el día 6) para nombrar a Booker T como nuevo GM. En el Raw del 8 de octubre, dio un discurso, donde fue interrumpido por CM Punk, volviendo a los cuadriláteros enfrentándose al mismo.

### 2013-2014
En Royal Rumble, se presentó para descalificar a CM Punk y arrebartarle su Campeonato de WWE, debido a que no cumplió la estipulación de la lucha (si The Shield interfería en la lucha, Punk perdería y The Rock sería Campeón) lo que aparentemente pareció así pues The Rock fue atacado con las luces apagadas. Pero este le pidió reiniciar la lucha por lo que Vince aceptó, sentenciando nuevamente a Punk. Al día siguiente, el 28 de enero de 2013, estaba por despedir a Paul Heyman, cuando apareció Brock Lesnar y le aplicó el F-5, esa misma caída le provocó que le tengan que hacer una cirugía de cadera. En el episodio del 25 de febrero, Vince regresó para vengarse de Heyman y lo retó a un Chicago Street Match entre los dos. En dicho encuentro, Lesnar nuevamente interfirió pero entonces Triple H regresó para atacar a Lesnar e reiniciar nuevamente su feudo para Wrestlemania 29.
En junio del mismo año Vince cambió a Heel, apoyando a Vickie Guerrero a no ser despedida de su puesto de Gerente General de Raw, comenzando un feudo con Triple H, sin embargo este no progresó por mucho tiempo. En agosto del 2013 empezó un feudo con Daniel Bryan ya que John Cena lo escogió como su oponente por el Campeonato de WWE en SummerSlam, sin embargo dicha decisión no fue bien vista por McMahon ya que no lo consideró bueno para los negocios debido a su apariencia. Sin embargo Bryan consiguió derrotar a Cena en el evento pero tras el combate fue traicionado por Triple H, quién le aplicó un «Pedigree» dejando el pase libre a Randy Orton para hacer efectivo su contrato de Money in the Bank, derrotando a Bryan por el título de WWE. La noche siguiente en Raw, McMahon junto a Triple H y Stephanie McMahon presentaron a Orton como "la cara de la WWE", formando la facción The Authority y distanciándose Vince una vez más de la empresa. regresó en TLC para celebrar junto a The Authority, la victoria de Randy Orton sobre John Cena ganando así, el bautizado Campeonato Mundial Peso Pesado de WWE.
En el programa de RAW del 3 de noviembre de 2014, hizo su reaparición para anunciar la estipulación de la lucha principal de Survivor Series donde si el equipo de The Authority perdía el encuentro ante el equipo de John Cena, The Authority perdería el control de WWE, cosa que pasó en dicho evento.

### 2015
En el 24 de agosto, Stephanie McMahon y Triple H celebraron su cumpleaños # 70. El 14 de diciembre de 2015 en Raw, volvió para hacer que Roman Reigns le pidiera disculpas por haber atacado a Triple H, en TLC, haciendo que Triple H fuera llevado a un hospital. Vince pactó una lucha titular en la que si Roman Reigns no ganaba el Campeonato Mundial de WWE ante Sheamus, sería despedido. En la lucha, Vince intervino a favor de Sheamus para hacer que este retuviera el título; Roman Reigns le aplicó un Superman Punch y luego ganó el combate, así coronándose Campeón.
En el siguiente Raw, entró a hablar con Roman Reigns, Roman empujó a Vince por lo que Stephanie McMahon entró con oficiales de policía del estado de Nueva York intentando que arrestaran a Roman, después de una discusión y de que Vince agarrara a un oficial, fue arrestado (kayfabe), salió de la cárcel esa misma noche y; regresó para pactar una lucha entre Roman Reigns y Sheamus en una lucha titular donde Vince sería el árbitro oficial de dicha pelea, comenzando un duro feudo contra Roman Reigns.

### 2016
El 4 de enero en Raw, Roman Reigns venció a Sheamus y retuvo su título (a pesar del favoritismo de McMahon como árbitro, la intervención de Stephanie y Scott Armstrong). Pasada la lucha, Vince le pactó su siguiente lucha que era en Royal Rumble donde Reigns defendería su Campeonato ante los 29 luchadores que suelen participar en el tradicional Royal Rumble Match. En dicho evento, McMahon interfirió en el Royal Rumble Match junto a The League of Nations para atacar a Roman Reigns y, después salió a festejar junto a su hija Stephanie por el triunfo de Triple H, quien fue el ganador del Royal Rumble y el nuevo Campeón Mundial Peso Pesado de WWE. Para los siguientes días, McMahon anunció el primer premio "Vincent J. McMahon Legacy of Excellence" el cual, le sería otorgado a un miembro de WWE.
En el episodio del 22 de febrero de RAW, Vince McMahon presentó el primer premio "Vincent J. McMahon Legacy of Excellence" el cual, fue dado a Stephanie. Y entre las palabras de agradecimiento de Stephanie, apareció su hermano mayor Shane McMahon, quien regresó después de 7 años fuera del ring y de la empresa. En su regreso, confrontó y reclamó a su padre y a su hermana en lo que respecta a la situación de la empresa por lo que, exigió tener el control de Raw. Vince le sugirió un trato: Shane debería tener una lucha en donde si venciera, tendría el control de RAW, pero de no ser así, tendrá que darle todas sus acciones en la empresa a su padre. Shane aceptó tal trato pero Vince nombró a The Undertaker, como su rival e pactó la lucha en un Hell in a Cell Match en Wrestlemania 32. La semana siguiente, The Undertaker reapareció para confrontar a Vince McMahon y a su decisión, advirtiendo que lo que pase con Shane en Wrestlemania 32, sería culpa entera de Vince, no de él.
El 7 de marzo en Raw, salió al ring para que seguridad saque a Shane del ring pero este no se dejó y atacó a los miembros de seguridad. A la semana siguiente, fue interrumpido por Shane mientras conversaba con The Undertaker sobre lo ocurrido hace dos semanas. Esa misma noche, Shane atacó a The Undertaker pero este no lo dejó y le aplicó un Chokeslam y fue tras Vince para atacarlo pero este escapó. El 21 de marzo en Raw, añadió una condicional más a la lucha entre Shane y Undertaker la cual era que si Undertaker perdía, no volvería a luchar en Wrestlemania. Y así fue como ocurrió, Undertaker ganaría esa lucha en Wrestlemania 32 aunque al día siguiente en RAW Vince le otorgaría el control del episodio de ese día y poco a poco gracias a las opiniones de los fanáticos Shane conseguiría el control de más episodios de la marca roja cosa la cual molestaría a su hermana Stephanie por lo que Vince decidió darle el control de RAW a sus dos hijos, esta decisión fue tomada el pasado 1 de mayo en el pago por visión Payback. Luego regresó a mediados del año anunciando que Shane McMahon y Stephanie McMahon serían los nuevos comisionados de SmackDown y Raw, respectivamente

### 2017-2024
El 3 de abril en Raw, reapareció para anunciar al nuevo GM de Raw, siendo este Kurt Angle; además anunciando el Superstars Shake-Up de la WWE, que tendría lugar el 10 y 11 de abril en Raw y SmackDown.
El 12 de septiembre en SmackDown, nuevamente reapareció para confrontar a Kevin Owens por sus acciones contra Shane. Vince estableció un Hell in a Cell Match entre su hijo Shane y Owens, afirmación que no fue bien aceptada por este último. Al finalizar la plática, Vince quiso darle la mano pero Owens le dio un cabezazo en la frente, provocando sangrado en él. Continuó atacándolo a tal punto en que Vince fue sacado por el personal médico.
En abril, de 2022, McMahon acompañó a Theory, su discípulo, en ringside para su lucha contra el exjugador de la NFL, Pat McAfee, en la primera noche de WrestleMania 38. Como resultado de la lucha, McAfee derrotó a Theory, causando la molestia de McMahon, quien decidió entrar al ring para una última lucha contra McAfee en WrestleMania, llevándose la victoria y rompiendo su racha de derrotas en la vitrina de los inmortales. 
A mediados de 2022, The Wall Street Journal publicó un reporte en el que se acusaba a McMahon de haber extorsionado a una empleada con quien habría mantenido una relación de abuso utilizando fondos de WWE. La propia WWE abriría una investigación provada en contra de Vince McMahon en donde se le encontró pagos extraoficiales de hasta 20 millones de dólares.
El 18 de junio, la hija de Vince, Stephanie McMahon acogería el cargo de CEO interina en lo que duren las investigaciones, sin embargo, al destaparse más pagos fraudelentos de McMahon, el 22 de julio anunciaría su retiro permanente mediante Twitter de todos sus cargos con la compañía. Nick Khan y Stephanie McMahon asumieron el rol de Co-CEOs y Triple H se volvió vicepresidente ejecutivo de relaciones con el talento, puesto perteneciente anteriormente a John Laurinaitis quien también sale de la compañía luego del escándalo, y jefe del área creativa, puesto que también ostentaba McMahon; no se ha sabido nada de Vince después de su retiro.
El 26 de enero de 2024, McMahon anunció su renuncia como  presidente ejecutivo de TKO Group debido a la demanda realizada por la exempleada Janel Grant.

## Otros negocios
En el 2000, McMahon de nuevo se aventuró fuera del mundo de la lucha libre profesional fundando XFL, una liga de fútbol americano. La liga empezó en febrero del 2001 con la aparición de McMahon en el primer juego. Sin embargo, la liga fracasó al igual que la WBF. También, en el 2001, McMahon adquirió la WCW y después la ECW en una corte por bancarrota, esto condujo a McMahon y su WWF como la única y más grande promoción de lucha libre profesional en Norteamérica.
En el 2003, después de que la World Wrestling Federation fuera obligada a cambiar su nombre a la World Wrestling Entertainment en el 2002, McMahon volvió a aventurarse fuera del ring y creó "WWE Films" que más tarde pasaría a ser "WWE Studios".

## Escándalo y juicio de los esteroides
En 1990 Vince decidió aventurarse fuera del mundo de la lucha libre fundando una compañía de fisicoculturismo llamada World Bodybuilding Federation (WBF). Al mismo tiempo, algunos territorios muertos de la NWA de Jim Crockett Jr. fueron vendidos a Ted Turner, creando la World Championship Wrestling (WCW). Estos territorios habían sido competidos y ganados completamente por las tácticas que usaba McMahon situando sus shows en dirección opuesta a los eventos de Crockett. La WCW nunca preocupó a la WWF en lo que a índices de audiencia de televisión y venta de boletos se refería.
Sin embargo, alrededor de 1992, las cosas empezaron a cambiar. La WBF se terminó por las acusaciones sobre los luchadores de McMahon y fisiculturistas acerca del abuso en el consumo de esteroides. Para el año de 1994, las cosas empezaron lentamente a tornarse en favor de la WCW, especialmente cuando contrataron a Hulk Hogan.
McMahon fue puesto en juicio en 1994, acusado por distribuir esteroides a sus luchadores. Como un movimiento y táctica legal, su esposa Linda fue hecha CEO (Principal Oficial Ejecutivo) de la WWF durante el juicio. Fue absuelto de todos los cargos aunque admitió haber tomado esteroides en los '80s. En el proceso, Hulk Hogan fue el testigo principal, y los testimonios para atacar a McMahon afectaron severamente la amistad entre los dos. Después de los testimonios de Hogan, McMahon se dirigió a los medios para declarar que hubiera deseado que Hogan no hubiera mentido acerca de él en sus testimonios. La popularidad de la WWF comenzó a bajar, a consecuencia de los eventos sucedidos y a las pocas ideas y peleas que se ofrecían por la obligada ausencia de Vincent al mando.

## Acusaciones de conducta sexual inapropiada

### Rita Chatterton
El 3 de abril de 1992, Rita Chatterton, una exreferí destacada por su paso como Rita Marie en WWF, en la década de 1980, y por ser la primera referí femenina en WWF (posiblemente la primera en la historia de la lucha libre profesional), hizo una aparición en el programa Now It Can Be Told, de Geraldo Rivera. Ella afirmó que el 16 de julio de 1986, McMahon intentó obligarla a practicarle sexo oral en su limusina; Cuando ella se negó, él la violó. El exluchador Leonard Inzitari corroboró la acusación de Chatterton en una entrevista de 2022 para New York Magazine.
En diciembre de 2022, Chatterton presentó una demanda por abuso sexual contra McMahon. McMahon resolvió la demanda ese mes, con su abogado declarando que mantuvo su inocencia, pero llegó a un acuerdo para «evitar el costo del litigio». Personas familiarizadas con el asunto informaron que McMahon acordó un acuerdo multimillonario con Chatterton. Aunque la suma exacta del pago del acuerdo no se reveló públicamente, se reconoció que en su demanda, Chatterton solicitó 11,75 millones de dólares por daños y perjuicios.

### Escándalo del ring boy de los años 90
A principios de la década de 1990, Mel Phillips, un anunciador de ring de WWF y jefe del equipo de ring, fue acusado de abusar sexualmente de varios «ring boys», jóvenes menores de edad que trabajaban como parte del equipo de ring de WWF. En 1992, Phillips fue despedido de WWF. Mel había sido previamente despedido temporalmente por la empresa en 1988, debido a conducta sexual inapropiada, pero fue reincorporado ese mismo año.
El 29 de octubre de 2020, Business Insider informó que Vince McMahon y su esposa Linda estaban al tanto de las acusaciones contra Phillips, pero deliberadamente se hicieron de la vista gorda. Según las solicitudes de la Ley por la Libertad de la Información para obtener registros judiciales sobre el escándalo de los ring boys, Vince, bajo juramento, declaró que sabía que Phillips había mostrado un «interés peculiar y antinatural por los niños», pero se negó a tomar medidas contra él. Un testimonio adicional reveló que Vince, después de traer a Phillips de regreso a WWF en 1988, le había hecho prometer a Phillips que «dejaría de perseguir niños». Business Insider también informó que, bajo la dirección de Vince y Linda McMahon, WWF inició una campaña para desacreditar a Tom Cole y a su familia. Cole era uno de los niños que había acusado a Phillips de conducta sexual inapropiada. En respuesta al informe de Business Insider, Jerry McDevitt, abogado de WWE, declaró que las acusaciones contra Phillips estaban relacionadas con su inusual «fetiche de pies», pero no incluían «nada que se aproximara a las formas convencionales de abuso sexual como la violación, la sodomía, etc.» También calificó las afirmaciones de que los McMahon sabían de las acusaciones contra Phillips pero se negaron a tomar medidas y continuaron empleándolo bajo la condición de que «dejara de perseguir niños» como «extravagantes» y «una clásica difamación».
Thomas Decker Cole, conocido como Tom Cole, murió en febrero de 2021 por suicidio.

### Ashley Massaro
Antes de su muerte ocurrida el 15 de mayo de 2019, la exluchadora de WWE Ashley Massaro alegó haber sido agredida sexualmente por un hombre que se hizo pasar por médico en una base militar de Estados Unidos durante una gira que WWE realizó en Kuwait en 2006, asegurando que los funcionarios de WWE la persuadieron a no denunciarlo a las autoridades correspondientes porque no querían que se afectara la relación de la empresa con el ejército. Los mismos funcionarios de la empresa afirmaron más tarde que no tenían conocimiento de la presunta agresión sexual contra Massaro.
Luego de su fallecimiento, el bufete de abogados que la representaba publicó una declaración jurada por Massaro, en la que describió a detalle sus acusaciones de agresión sexual. En respuesta, WWE dijo que sus ejecutivos no habían sido informados previamente de las acusaciones descritas en la declaración jurada. A pesar de las negaciones anteriores de WWE sobre no tener conocimiento de su acusación, en febrero de 2024, un abogado representante del exjefe de relaciones de talento de WWE, John Laurinaitis, declaró que: «la mayoría de los altos directivos en algún momento se enteraron de las acusaciones [de Massaro] y se aseguraron de que se siguieran todos los protocolos adecuados de WWE, incluida la privacidad de la presunta víctima». Ese mes, Vice News informó que el Servicio de Investigación Criminal Naval había investigado las acusaciones de Massaro desde junio de 2019, hasta enero de 2020, aunque por el momento no se conoce más información sobre la investigación. Un informe adicional de Vice News reveló que Massaro había acusado a Vince McMahon de «aprovecharse de las luchadoras de WWE», y que creía que él había intentado sabotear su carrera después de que ella rechazó una insinuación suya.

### Incidentes en establecimientos de bronceado de 2006 y 2011
El 1 de febrero de 2006, McMahon fue acusado de acoso sexual por una trabajadora de un establecimiento de bronceado de Boca Raton, Florida. McMahon fue achacado de mostrarle fotos suyas desnudo, así como manosearla y de intentar besarla. Al principio, el cargo parecía estar desacreditado porque, en ese momento, McMahon estaba en Miami para el Royal Rumble de 2006. Pronto se aclaró que el presunto incidente fue reportado a la policía el día del Rumble, pero en realidad tuvo lugar el día anterior. El 25 de marzo, se informó que no se presentarían cargos contra McMahon como resultado de la investigación.
Una trabajadora de un spa de bronceado independiente, que alegó que McMahon la había agredido sexualmente en California, en 2011, presentó una demanda contra McMahon en diciembre de 2022.

### Acuerdos de confidencialidad
La junta directiva de WWE, que controlaba McMahon, comenzó a investigar un acuerdo de confidencialidad de $3 millones que McMahon pagó por una supuesta aventura con una ex empleada de la compañía en abril de 2022. La investigación también reveló otros acuerdos de confidencialidad relacionados con acusaciones de mala conducta por parte de otras mujeres en la compañía contra McMahon y el ejecutivo John Laurinaitis, por un total de $12 millones. Para octubre de 2022, WWE había encontrado 19,6 millones de dólares en pagos no registrados que McMahon realizó para resolver demandas de conducta sexual inapropiada entre 2006 y 2022.
En junio de 2022, McMahon renunció como director ejecutivo y presidente de WWE, pero continuó supervisando el desarrollo de contenido. Posteriormente anunció su retiro el 22 de julio de 2022, sólo para regresar seis meses después. En enero de 2024, después de los informes sobre las acusaciones de agresión sexual por parte de Janel Grant, McMahon renunció nuevamente e hizo lo mismo para la empresa matriz de WWE, TKO.

### Janel Grant
En enero de 2024, Janel Grant, una ex empleada de la Sede global de WWE entre 2019 y 2022, presentó una demanda. Grant alegó que McMahon la había obligado a tener una relación sexual y, junto con el ejecutivo de WWE, John Laurinaitis, y un luchador de WWE que también fue peleador de UFC, traficaron y la agredieron sexualmente en repetidas ocasiones durante 2020-2021. Grant alegó que McMahon la sometió a «extrema crueldad y degradación», incluyendo una defecación durante un encuentro sexual. Grant declaró que McMahon había acordado pagarle 3 millones de dólares en 2022 a cambio de una NDA, pero dejó de pagar después de que solo se había pagado 1 millón de dólares tras la aparición pública inicial de las acusaciones de conducta sexual inapropiada ese mismo año. Un día después del informe de reclamos, el 26 de enero, Deadline confirmó que McMahon había renunciado a TKO. En una declaración, McMahon negó las acusaciones y dijo que la decisión se tomó «por respeto al Universo WWE, TKO, accionistas y socios comerciales».

### John Laurinaitis
El 1 de febrero de 2024, John Laurinaitis, exejecutivo de WWE y coacusado en la demanda por tráfico sexual emitida por Janel Grant, compartió un comunicado a través de su abogado, en el que acusó a McMahon de conducta sexual inapropiada. Laurinaitis, a través de su abogado, imputo a McMahon de tener «poder [y] control» sobre él y de hacer «demandas sexuales dictatoriales con repercusiones si no se cumplían».

### Investigación federal de agresión sexual y trata
El 2 de febrero de 2024, The Wall Street Journal informó que las autoridades federales de Nueva York habían iniciado una investigación sobre las acusaciones de agresión sexual y tráfico sexual formuladas contra McMahon. Los agentes federales habían ejecutado previamente una orden de registro al teléfono de McMahon, y le entregaron una citación para presentar documentos relacionados con cualquier acusación de «violación, tráfico sexual, agresión sexual, transacción sexual comercial, acoso o discriminación» contra empleados actuales o anteriores de WWE. Las personas nombradas en la citación del gran jurado incluían a una contratista de WWE, a quien supuestamente le enviaron fotos de desnudo no solicitadas, y fue acosada sexualmente por McMahon, una exluchadora de WWE que dijo que McMahon la obligó a darle sexo oral, la ex referí de WWF Rita Chatterton, con quien McMahon supuestamente acordó un convenio multimillonario después de una acusación de agresión sexual, una gerente de spa que dijo que McMahon la agredió en un resort del sur de California, y una ex empleada de WWE que alegó que John Laurinaitis, el jefe de relaciones con talentos de la compañía en ese momento, la degradó después de que ella terminó una relación sexual con él.

## Campeonatos y logros

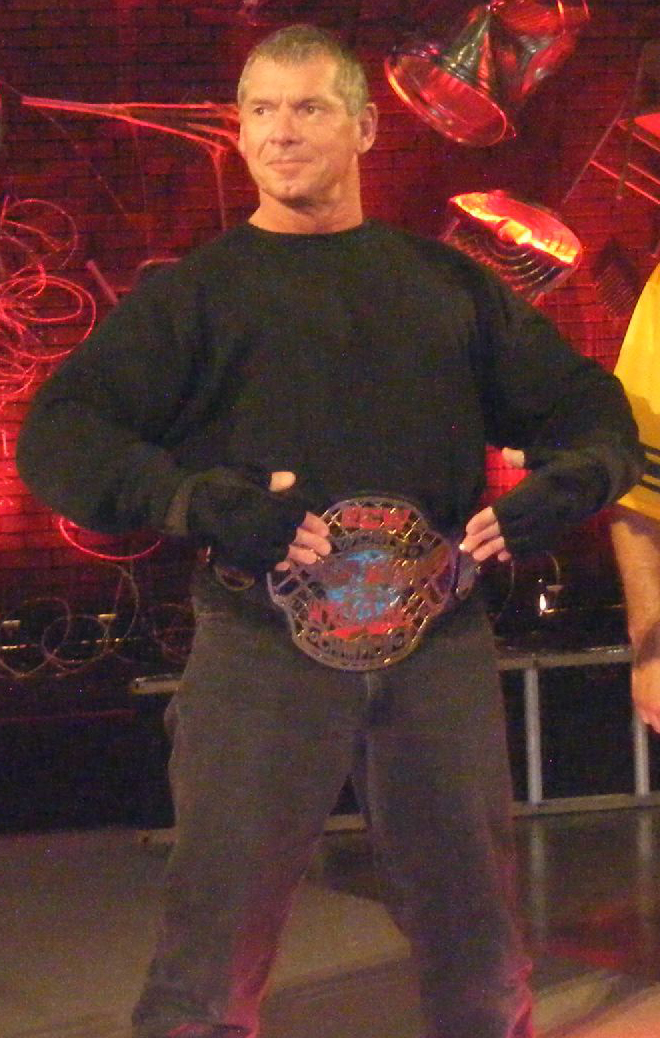
Vince como Campeón Mundial de la ECW.

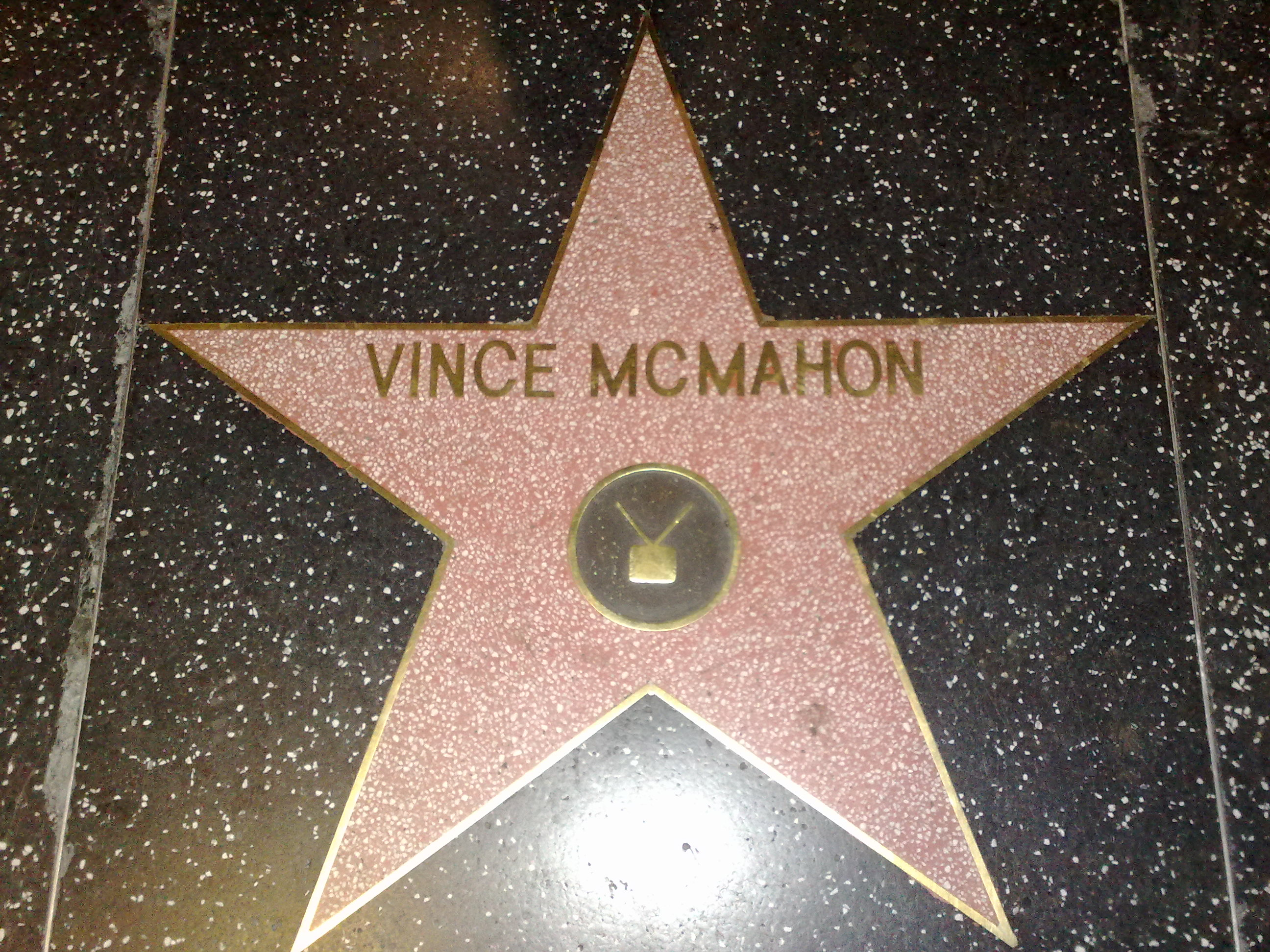
Estrella de Vince McMahon en el Paseo de la Fama de Hollywood.

### World Wrestling Federation / Entertainment
- WWF Championship (1 vez)[38]
- ECW World Championship (1 vez)[39]
- Royal Rumble (1999)[40]

### Pro Wrestling Illustrated
- Lucha del año (2006) vs. Shawn Michaels (WrestleMania 22, 2 de abril)
- PWI Feudo del año - 1997, con Eric Bischoff
- PWI Feudo del año - 1998, con Steve Austin
- PWI Feudo del año - 1999, con Steve Austin
- PWI Feudo del año - 2001, con Shane McMahon

### Wrestling Observer Newsletter
- Wrestling Observer Newsletter Hall of Fame (inducido en 1996).
- 1987 - Mejor Guionista
- 1988 - Mejor Promotor
- 1998 - Mejor Guionista
- 1998 - Mejor Promotor
- 1999 - Mejor Guionista
- 1999 - Mejor Promotor
- 2000 - Mejor Promotor
- 1998 - Rivalidad (vs. Steve Austin)
- 1999 - Rivalidad (vs. Steve Austin)
- 1999 - Mejor No-Luchador
- 2000 - Mejor No-Luchador
- 2006 - Peor Feudo con Shane McMahon vs. D-Generation X (Shawn Michaels y Triple H)

### Otros reconocimientos
- Salón de la Fama en el Madison Square Garden.
- Nominado a 'Deportista del Año' en Sport's Illustrated.
- Portada de la revista Muscle & Fitness (2006).
- Estrella en el Paseo de la fama de Hollywood.[41]